# Поддубов, Александр Александрович
Алекса́ндр Алекса́ндрович Подду́бов (род. 8 ноября 1963, село Заречье) — начальник УМВД России по городу Севастополю (временно исполняющий обязанности с 26 марта 2014 года), полковник полиции.

## Биография
Родился 8 ноября 1963 года в селе Заречье Нижнегорского района Крымской области Украинской ССР.
С апреля 1982 по июнь 1984 года проходил службу в Вооружённых Силах СССР.
В органах внутренних дел с декабря 1987 года, службу начал в должности милиционера отделения вневедомственной охраны при отделе внутренних дел Бахчисарайского райисполкома УВД Крымской АССР.
С августа 1993 года — оперуполномоченный отделения уголовного розыска Бахчисарайского районного отдела внутренних дел УВД Крыма.
С апреля 1996 года — старший оперуполномоченный по особо важным делам отделения по борьбе с убийствами и другими тяжкими преступлениями отдела по борьбе с преступностью против личности, розыска преступников и лиц, пропавших без вести управления уголовного розыска Главного управления МВД Украины в Крыму.
С июля 1996 года — старший оперуполномоченный по борьбе с групповыми и организованными преступлениями отделения уголовного розыска Бахчисарайского районного отдела внутренних дел Главного управления МВД Украины в Крыму.
В сентябре 1994 года занял должность начальника отделения уголовного розыска Бахчисарайского районного отдела Главного управления МВД Украины в Крыму. В ноябре 1995 года был переведен для дальнейшего прохождения службы в Симферопольский районный отдел Главного управления МВД Украины в Крыму на должность старшего оперуполномоченного отделения уголовного розыска.
В 1999 году окончил Национальную академию внутренних дел Украины.
С июля 2000 года — заместитель начальника отдела по раскрытию преступлений, совершенных с применением огнестрельного оружия и взрывчатки и борьбы с групповыми преступными проявлениями управления уголовного розыска Главного управления МВД Украины в Крыму
В ноябре того же года для дальнейшего прохождения службы переведен в Севастополь на должность первого заместителя начальника районного отдела — начальника криминальной милиции Гагаринского районного отдела.
С марта 2004 года — в отделе уголовного розыска УМВД Украины в Севастополе, был старшим оперуполномоченным отделения борьбы с групповыми преступными проявлениями, старшим оперуполномоченным по особо важным делам отделения раскрытия преступлений против личности, розыска преступников и граждан, пропавших без вести, начальником отделения раскрытия преступлений против личности, розыска преступников и граждан, пропавших без вести, заместителем начальника отдела уголовного розыска.
В 2009 году окончил Академию управления МВД по специальности «правоведение».
В мае 2010 года возглавил отдел борьбы с незаконным оборотом наркотиков УМВД Украины в Севастополе.
С августа 2011 года — начальник Ленинского районного отдела Управления МВД Украины в Севастополе.
В апреле 2013 года назначен на должность начальника Гагаринского районного отдела УМВД Украины в Севастополе.
26 марта 2014 года назначен временно исполняющим обязанности начальника Управления Министерства внутренних дел России по городу Севастополю.
Из МВД Украины уволен за нарушение присяги и измену Родине.
30 сентября 2015 года уволен указом президента России № 486 от 30 сентября 2015 года.